# Ein-Gen-ein-Enzym-Hypothese
Unter der Ein-Gen-ein-Enzym-Hypothese versteht man die Hypothese, dass ein Gen die Informationen für die Bildung eines bestimmten Enzyms, also ein katalytisch wirkendes Protein trägt.
Bereits 1909 hatte der britischen Arzt Archibald Garrod angeborene Stoffwechselstörungen (englisch inborn errors of metabolism) identifiziert und vermutet, dass etwa im Fall der Alkaptonurie ein Enzymdefekt vorliege, der genetisch fixiert sei. Die Hypothese ein Gen – ein Enzym wurde in den 1940er Jahren von George Beadle und Edward Tatum entwickelt und am Schimmelpilz Neurospora experimentell untermauert. 
Für diese Arbeiten bekamen sie 1958 den Nobelpreis für Physiologie oder Medizin. Diese Hypothese ist inzwischen nur noch eingeschränkt gültig.
Generell kann ein DNA-Abschnitt ein Protein codieren. Dieses kann, muss aber nicht katalytisch wirken. Auch Strukturproteine sind direkt in der DNA codiert und werden durch die Proteinbiosynthese gebildet. Im Zuge der Aufklärung dieser Synthese musste die Hypothese also modifiziert werden. Da einerseits viele Enzyme aus mehreren Polypeptidketten bestehen und andererseits auch Strukturproteine ohne katalytische Wirkung, wie das Keratin der Haare, auf demselben Weg erzeugt werden, wurde die Hypothese zur Ein-Gen-ein-Polypeptid-Hypothese modifiziert.
Bei Eukaryoten führt ein und derselbe DNA-Abschnitt oft zu unterschiedlichen mRNA-Molekülen und damit zu unterschiedlichen Proteinen. Ursache ist das alternative Spleißen, durch das erst entschieden wird, welche DNA-Abschnitte eines Gens codieren, also Exons sind und welche im Reifungsprozess herausgeschnitten werden (Introns).
Mit der Entdeckung des alternativen Spleißens bei der Transkription der Eukaryoten musste die Hypothese also erneut modifiziert werden. Durch unterschiedliche Verarbeitung (Spleißen) der an der DNA erzeugten prä-mRNA können aus derselben DNA-Sequenz mehrere unterschiedliche reife mRNA-Moleküle und damit mehrere unterschiedliche Polypeptide entstehen. Die Regulation ist noch nicht vollständig geklärt.

## Weitere Einschränkungen der Hypothese
An der DNA synthetisierte RNA-Moleküle können an andere mRNA-Moleküle binden und Doppelstränge ausbilden. Diese werden dann von der Zelle zerstört. Durch dieses RNA-Silencing kann eine RNA-Sequenz als nachträglicher Genschalter wirken und andere Gene beeinflussen.
Auch RNA-Moleküle können allein oder im Verbund mit Proteinen als Biokatalysatoren wirken, funktionieren also wie Enzyme (Ribozyme). Dabei kann das aktive Zentrum ausschließlich durch RNA gebildet sein.
Auch die rRNA wird von Genen transkribiert, aber nicht in eine Polypeptidkette translatiert.
Nach gegenwärtigem Forschungsstand kann man die Hypothese so modifizieren:
Ein Gen codiert eine biologisch aktive RNA. Diese wird nicht zwangsläufig in ein Polypeptid translatiert.